# Echtrae Chonnlai
Echtrae Chonnlai ['extre 'xoNli] („Connlas Abenteuer“) ist der Titel einer Erzählung  im Historischen Zyklus der Irischen Mythologie. Sie ist im Lebor Dromma Snechta („Das Buch von Druim Snechta“) und im Lebor na hUidre („Das Buch der Dunkelfarbigen Kuh“) enthalten.

## Inhalt
Connla ist einer der Söhne des irischen Hochkönigs Conn Cétchathach. Als er eines Tages mit seinem Vater in den Hügeln von Uisnech jagt, sieht er eine wunderschöne Frau und verliebt sich sofort in sie. Niemand sonst kann sie sehen, denn es ist eine Fee (sídhe), die nur ihm erscheint. Die Fee fordert ihn auf, mit ihr in die „Ebene der Glückseligkeit“ zu ziehen. Um ihn zu überzeugen, preist sie ihre Heimat:

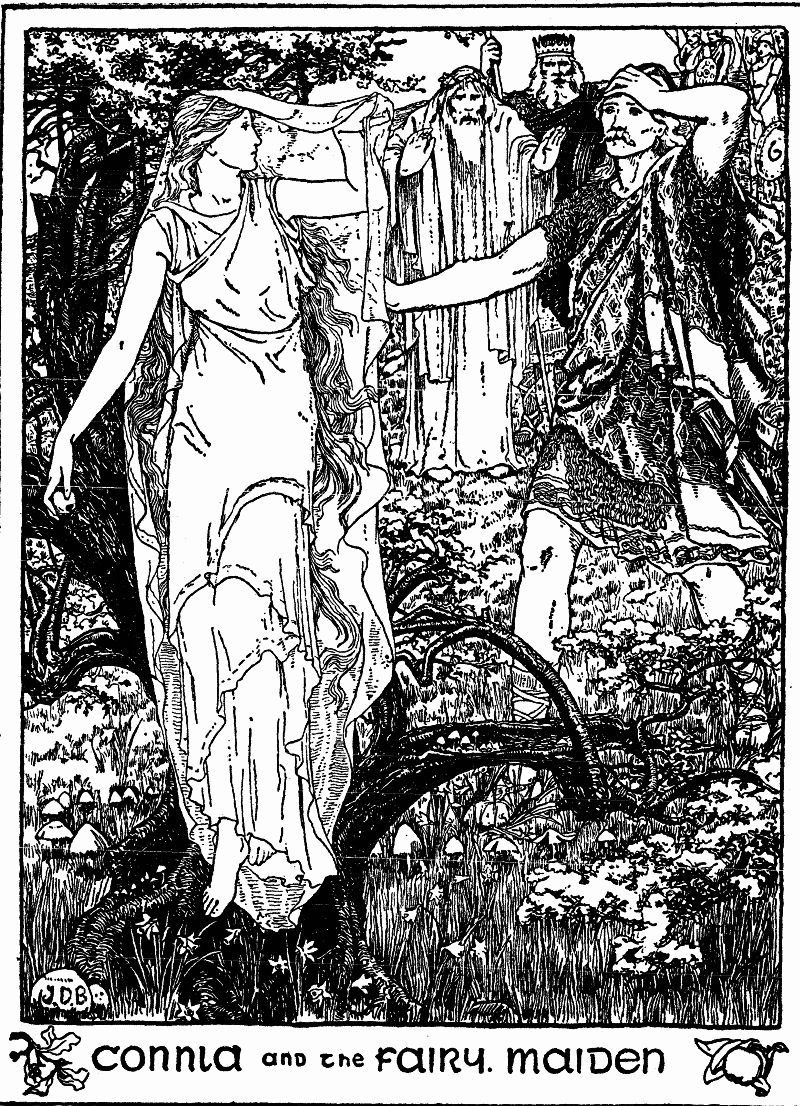
Connla folgt der Fee in die Anderswelt

| Nóallsuide saidess Conle iter marbu duthaini co indnaidiu éco óathmair. To-t-chuiretar bíi bithbí. At-gérat do dóinib Tethrach ar-dot-chíat cach díë i n-dálaib tʼathairdai iter du gnáthu inmaini. | Ein kläglicher Sitz ist es, worauf Conle sitzt, zwischen kurzlebigen Sterblichen in Erwartung schrecklichen Todes. Die Lebenden, die Ewiglebenden laden dich ein. Sie werden dich zu den Leuten des Tethra rufen, die dich jeden Tag erblicken in der Versammlung deines Vaterlandes zwischen deinen lieben Verwandten. |

Conns Druide Coran gelingt es, die Fee durch seine lauten Gesänge zu übertönen und schließlich zu vertreiben, aber sie gibt Connla noch einen Apfel zu Erinnerung (der Apfel gilt traditionell als Frucht aus der Anderswelt, siehe auch Avalon).
Connla verweigert jede andere Speise und isst nur mehr von diesem Apfel, der trotzdem nie weniger wird. Damit wächst aber auch seine Sehnsucht nach der Fee. Einen Monat später erscheint sie ihm wieder auf der Flur Archommin und diesmal folgt er ihr trotz aller Versuche, ihn zurückzuhalten. Connla besteigt das gläserne Schiff der Fee mit den Worten „Ich liebe meine Leute über alles, und dennoch bin ich von Sehnsucht nach dieser Frau erfüllt.“ und fährt mit ihr für immer in die Anderswelt. Conns anderer Sohn Art mac Cuinn bleibt als einziger zurück und wird der Nachfolger seines Vaters.
Eduard Stucken verarbeitete den Stoff zu seiner Romanze Connla.